# Rhododendron leucaspis
Rhododendron leucaspis là một loài thực vật có hoa trong họ Thạch nam. Loài này được Tagg miêu tả khoa học đầu tiên năm 1929.